# Rasmus Errboe
Rasmus Errboe er en dansk forretningsmand, der fra 1. februar 2025 er administrerende direktør for energiselskabet Ørsted A/S. Han afløste i denne stilling Mads Nipper, som havde været direktør for Ørsted siden 2021. Errboe havde på det tidspunkt allerede været ansat 13 år i Ørsted og vurderedes at have et indgående branchekendskab. Chefskiftet skete på et tidspunkt, hvor koncernen havde problemer, blandt andet som følge af et projekt med opførelse af de amerikanske vindmølleparker Ocean Wind 1 og 2, der blev langt dyrere end forventet og til sidst måtte opgives.

## Karriere
Errboe har en juridisk bachelorgrad fra Aarhus Universitet, men blev cand.jur. fra Københavns Universitet i 2006 og har desuden taget en MBA ved det amerikanske University of San Diego. Han har arbejdet som erhvervsadvokat hos Kromann Reumert og kom til Ørsted i 2012 og blev 10 år senere medlem af koncernens ledelse. Ved udnævnelsen til koncernchef var han viceadministrerende direktør og kommerciel direktør for virksomheden.

## Privatliv
Errboe er opvokset i Brabrand ved Aarhus, men flyttede til København som 23-årig. Han har tre sønner sammen med sin hustru Kirstine. Familien bor i Gentofte.